# Basarabeasca
Basarabeasca es una comuna y localidad de Moldavia centro administrativo del distrito (raión) homónimo.

## Geografía
Se encuentra a una altitud de 52 m s. n. m. a 92 km de la capital nacional, Chisináu, en la frontera con el raión de Tarutyne, Ucrania.

## Demografía
En el censo 2014 el total de población de la localidad fue de 8 471 habitantes.